# Viktor Aleksandrovič Hartmann
Viktor Aleksandrovič Hartmann in russo Виктор Александрович Гартман? (San Pietroburgo, 5 maggio 1834 – Kireevo, 4 agosto 1873) è stato un pittore e architetto russo.
Modest Petrovič Musorgskij si è ispirato ai suoi quadri per comporre la sua celeberrima Suite Quadri di un'esposizione.

## Biografia

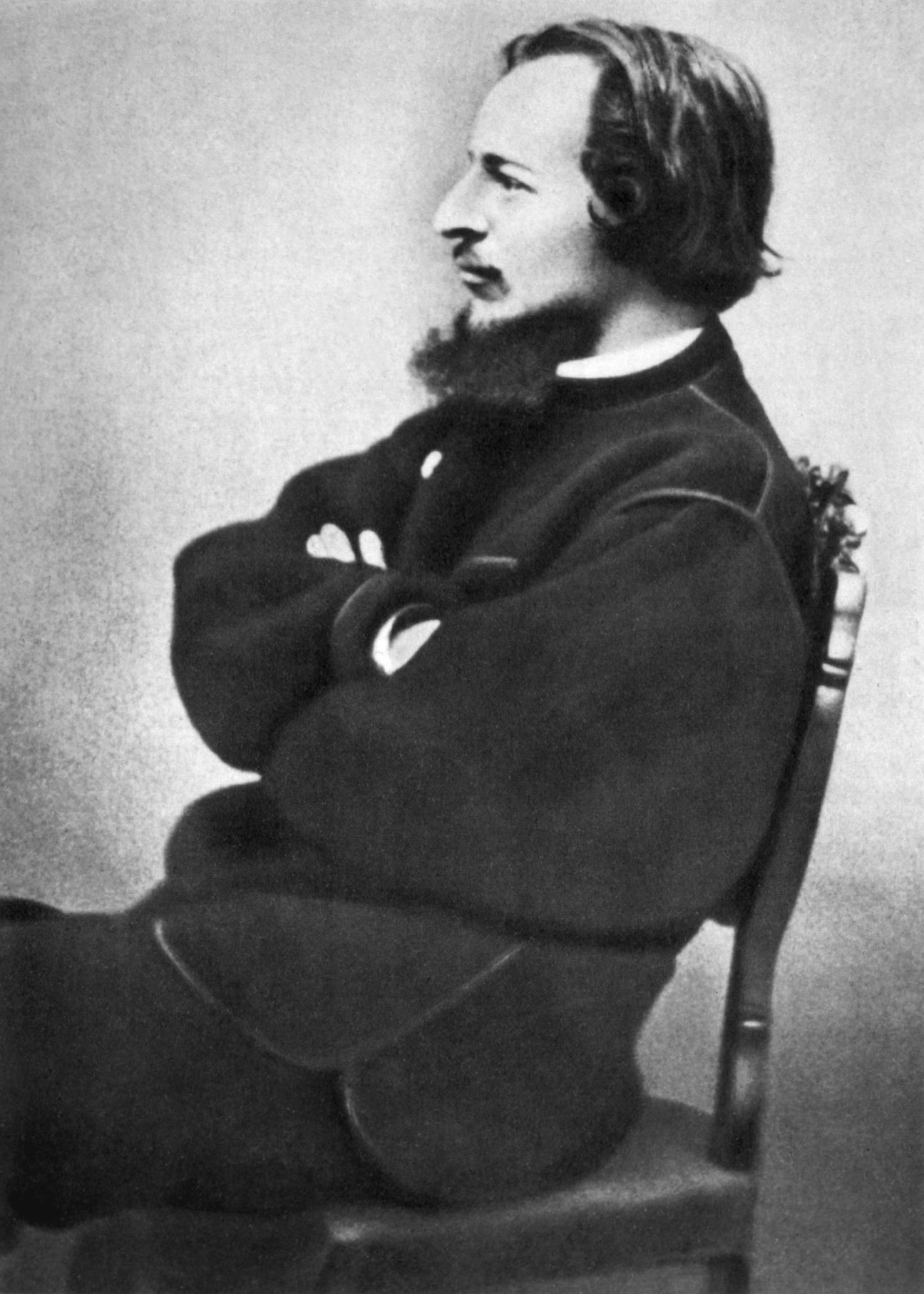
Viktor Hartmann

Di origini tedesche, Hartmann fu orfano sin da giovane e crebbe a San Pietroburgo in casa di suo zio, che era un noto architetto. Studiò all'Accademia Russa di Belle Arti a San Pietroburgo e iniziò a lavorare illustrando libri.
Inoltre lavorò come architetto ed abbozzò, tra le altre cose, il Millenario della Russia di Velikij Novgorod, che venne inaugurato nel 1862.

## Galleria d'immagini

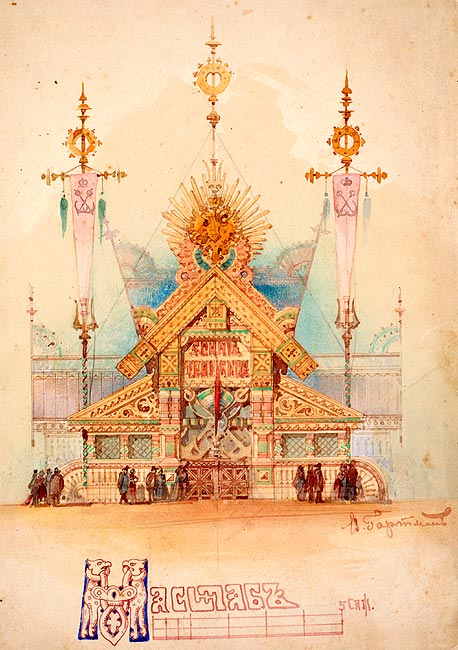
Progetto per il Dipartimento navale del padiglione russo alla Fiera Internazionale di Vienna del 1873
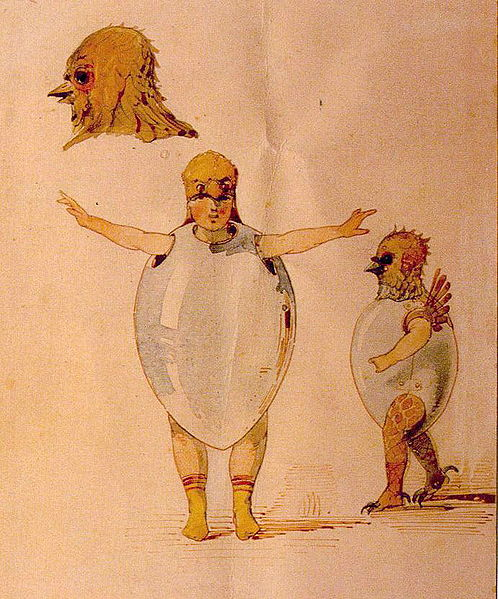
Schizzo per il balletto Trilby
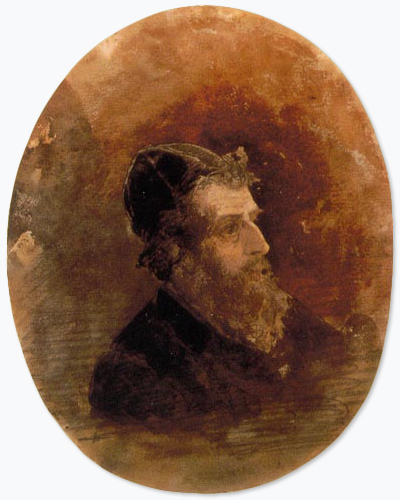
L'Ebreo ricco
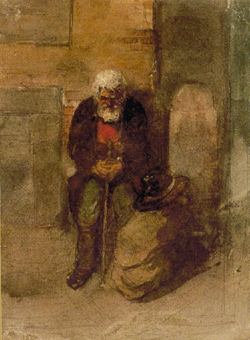
L'Ebreo povero
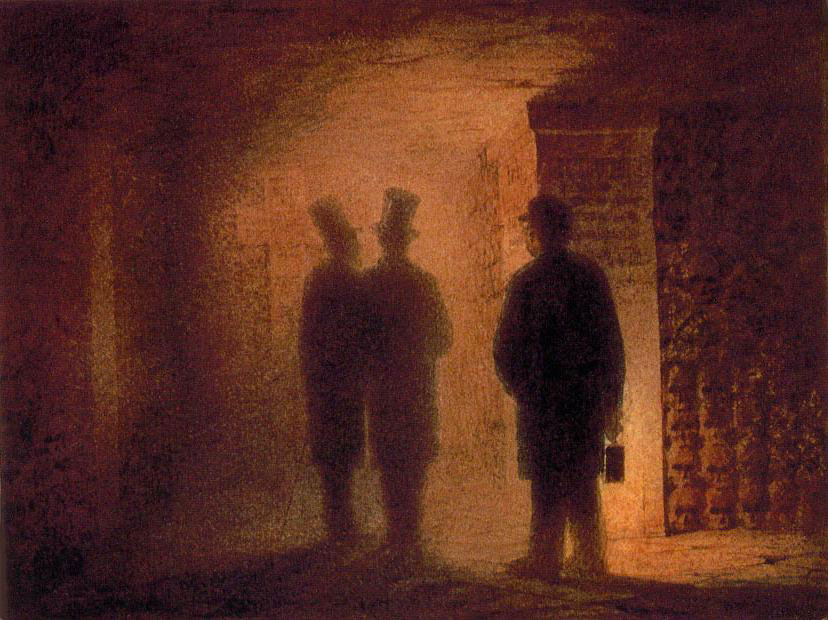
Le catacombe di Parigi
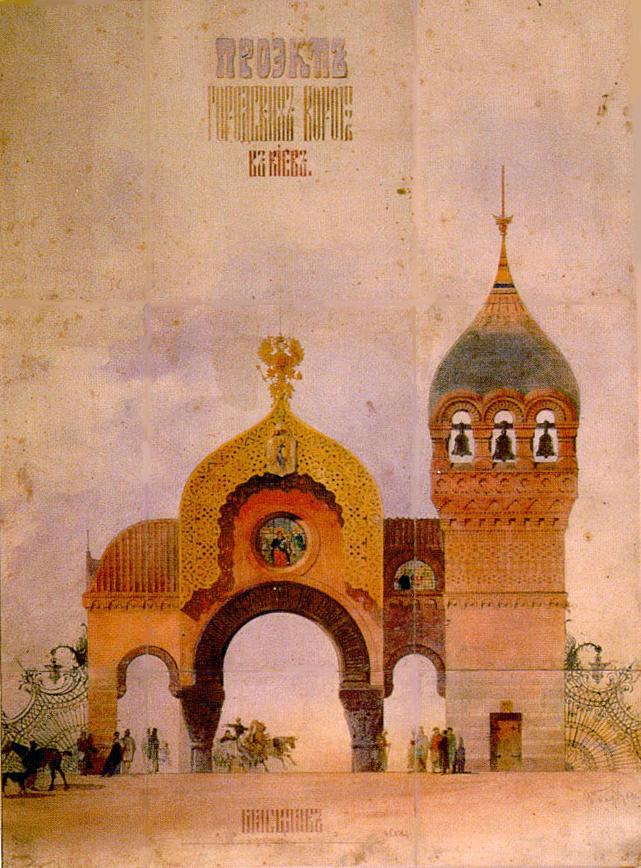
Progetto per una porta cittadina a Kiev
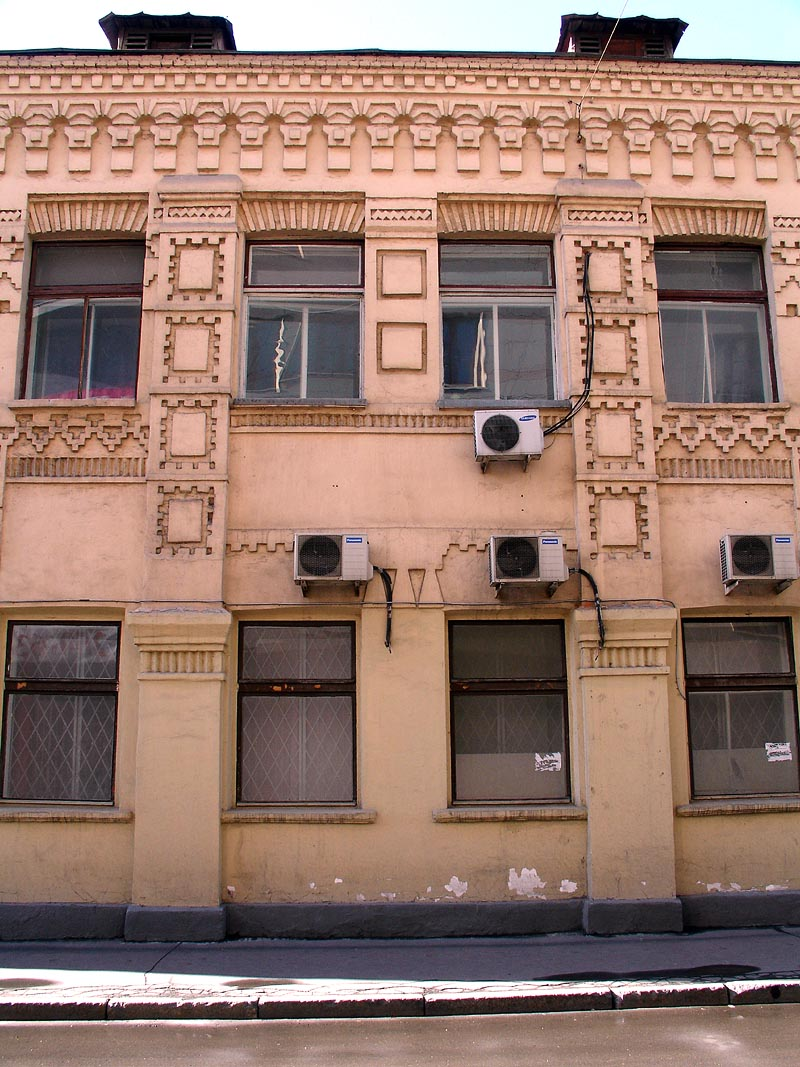
Il negozio di stampe Savva Mamontov, Viale Leontyevsky, Mosca